# ظافر البشري
ظافر عبد الفتاح البشري (1931-2020م) عالم في مجال التخطيط في مصر حيث إنه شغل منصب وزير الدولة للتخطيط والتعاون الدولي من عام 1996 إلى عام 1999، مع مجلس الوزراء برئاسة رئيس الوزراء آنذاك الدكتور كمال الجنزوري. كما أنه شغل منصب رئيس مجلس إدارة بنك الاستثمار القومي 

## النشأة
ولد في القاهرة في يوم 5 مارس عام 1931. جده سليم البشري ، كان شيخ الأزهر من 1900 إلى 1904 ومن 1909 إلى 1916.و كان والده المستشار عبد الفتاح البشري رئيسًا لمحكمة الاستئناف المصرية حتى وفاته عام 1951.وعمه الأديب عبد العزيز البشري . وشقيقه هو طارق عبد الفتاح البشري، و هو متزوج و له ابنتان.

## الحياة العملية
تخرج من ضمن الأوائل في كلية التجارة جامعة القاهرة عام 1951. بدأ حياته المهنية بالعمل في الجهاز المركزي للمحاسبات في مصر. ثم انتقل إلى قسم التخطيط في وزارة المالية المصرية. بعد ذلك ، انتقل إلى وزارة التخطيط المصرية عند إنشائها في منتصف الخمسينيات.
آمن ظافر البشري بحالة الاستقلال وإيمانه بقدرات مصر على تحقيق أهدافها الهيكلية في دفع المستقبل. كانت طريقته لمعرفة إيمانه من خلال دراسة علم التخطيط. شحذ مهاراته في هذا المجال بدراسته الماجستير في بولندا. وقد جعله ذلك مؤهلاً للمشاركة مع عدد قليل من زملائه الشباب في بناء وزارة التخطيط ، والقيام بمهمة وضع الخطط الخمسية. لذلك أصبح أحد خبراء التخطيط الذين اعتمد عليهم الرئيس جمال عبد الناصر في الخطط الخمسية وهو كان ما يزال شاباً .
ونتيجة لذلك ، دعته الإمارات العربية المتحدة ، التي أنشأت في بداية السبعينيات ، كخبير للمساعدة في تطوير خطتها خلال السبعينيات. عاد إلى مصر في بداية الثمانينيات إلى وزارة التخطيط ، حيث شغل منصب العضو المنتدب لمجلس إدارة بنك الاستثمار القومي المصري. حافظ على هذا المنصب للعقد التالي.
و اختير ظافر البشري وزير دولة للتخطيط في 4 يناير 1996، وفي يوم 8 يناير 1997 أصبح ضمن تعديل وزاري وزير الدولة للتخطيط والتعاون الدولي حتى أكتوبر 1999 في وزارة كمال الجنزوري الأولى.

كتب كتابًا بعنوان «الاقتصاد في الخطة والمسار خلال ثلاثة عقود»  ناقش فيه ظروف كل من الخطط الخمسية المعتمدة من مصر ، والعوامل المؤثرة في تحقيق أهدافها.
توفي فجر يوم 29 فبراير 2020 بعد حياة حافلة بالعطاء لوطنه وشيعت جنازته بالقاهرة.

## المناصب
- شغل منصب وزير الدولة للتخطيط والتعاون الدولي
- شغل منصب رئيس مجلس إدارة بنك الاستثمار القومي
- شغل منصب  نائب رئيس مجلس إدارة بنك الاستثمار القومي والعضو المنتدب
- شغل منصب وكيل أول لوزارة التخطيط